# Jarmark (tygodnik)
Jarmark – tygodnik ogłoszeniowy ukazujący się od 1994 r., we wtorki, na Górnym Śląsku i w Małopolsce.
Jarmark wydawany jest przez Grupę Wydawniczą Polska Press, a jego nakład wynosi 32 tysiące egzemplarzy. Biura ogłoszeniowe znajdują się w Bielsku-Białej, Katowicach i Sosnowcu.
Na 48 stronach publikowanych jest około 9 tys. ogłoszeń drobnych (płatnych i bezpłatnych) oraz modułowych, przydzielonych do 30 działów tematycznych. Płatne ogłoszenia drobne ukazują się również na portalu Gratka.pl.
W piątki ukazuje się mutacja tygodnika – Motojarmark publikująca ogłoszenia dotyczące motoryzacji.